# SIG KE7軽機関銃
SIG KE7軽機関銃 (SIG KE7) は、1929年にスイスで開発された軽機関銃である。
1929年にスイスのSIG社が開発した軽機関銃であり、設計にはキラーイ・パールが関わった。機関部にはショート・リコイル方式を、弾薬には7.5mmx55口径をそれぞれ採用したほか、25発用の箱型弾倉を使用し、毎分550発の発射速度を出した。しかし、スイス連邦軍で正式採用されなかった後は口径を変更され、海外輸出用武器として1929年から1935年にかけて生産された。
8mmモーゼル弾を使用できることから、第二次世界大戦中は中華民国が6000艇を購入し、日中戦争で日本軍を相手に使用している。また、中国四川省にある兵器工場「四川機械局」ではZB26同様、KE7のコピー品も量産された。

## 登場作品

### ゲーム
『バトルフィールドV』
援護兵の武器として登場する。